# Enes Ünal
Enes Ünal (Osmangazi, 10 de maig de 1997) és un futbolista professional turc que juga a l'AFC Bournemouth i a la selecció de Turquia.
Ünal va marcar en el seu debut a la Süper Lig el 25 d'agost de 2013 amb el Bursaspor contra el Galatasaray SK, cosa que el converteix en el jugador més jove que ha net a la màxima divisió de Turquia. Internacional a diversos nivells juvenils, va aconseguir el seu primer partit sènior el 31 de març de 2015 en un amistós contra la selecció de Luxemburg.

## Trajectòria

### Bursaspor
Ünal va néixer a Osmangazi a Bursa, i es va formar a l'equip juvenil del Bursaspor. Va fer el seu debut professional contra l'FK Vojvodina a l'anada de la tercera ronda classificatòria de la Lliga Europa de la UEFA 2013-14 l'1 d'agost de 2013, substituint Sebastián Pinto durant els últims cinc minuts d'un partit que fou empat 2–2 a Karađorđe.
El 25 d'agost de 2013, Ünal va sortir de la banqueta substituint Ferhat Kiraz al minut 71 per debutar contra el Galatasaray SK, i va marcar el seu primer gol a la Lliga tres minuts després amb l'assistència de Pablo Batalla. Aquest gol el va convertir en el jugador més jove a marcar a la Süper Lig. El 21 d'octubre, va marcar el seu segon gol a la Lliga contra el Kayserispor amb assistència de Şener Özbayraklı. El 19 de desembre de 2013, va sortir de la banqueta en lloc de Musa Çağıran al minut 80 en el partit de la Copa de Turquia contra l'İnegölspor, i va marcar el segon gol del Bursaspor mitjançant un tir lliure dos minuts més tard, marcant el tercer al minut 86. El 12 de febrer de 2014, va marcar el tercer gol del Bursaspor contra l'Akhisar Belediyespor a la fase de grups de la copa. Van acabar primers de la fase de grups amb 13 punts i van passar a les semifinals per enfrontar-se al Galatasaray.

### Manchester City
El juliol del 2015 el Manchester City va fer oficial el fitxatge d'aquest jove talent turc. El City va pagar-ne al voltant de 2 milions de lliures. Va fer el seu debut contra l'Adelaide United en una gira per Austràlia, amb una victòria per 2-0.
El 31 de juliol de 2015, el Manchester City va anunciar que Ünal sortiria cedit al KRC Genk durant dues temporades. El 29 de gener de 2016, el seu acord va ser cancel·lat i va tornar al Manchester City.
L'1 de febrer de 2016, Ünal va ser cedit al club neerlandès NAC Breda fins al final de la temporada; divuit dies després va marcar en el seu debut contra el Fortuna Sittard. Va aconseguir el seu primer hat-trick de la seva carrera l'11 d'abril de 2016 en un partit contra l'SC Telstar.
El 23 de juliol de 2016, Ünal va ser cedit al club neerlandès FC Twente per a la temporada 2016–17. El 21 d'agost, va fer la seva primera sortida, marcant el seu segon hat-trick de la seva carrera. Va marcar dos gols més en el seu següent partit amb el club, una victòria per 4-1 contra l'ADO Den Haag.

### Vila-real CF
L'estiu del 2017 es va fer oficial el seu fitxatge pel submarí groguet per una quantitat aproximada de 15 milions d'euros, el fitxatge més de la història de l'equip fins aquell moment. Ünal va signar un contracte per cinc temporades amb una opció de recompra per part del Manchester City de 30 milions d'euros. Va debutar en el primer partit de la temporada, amb una derrota per 1-0 davant el Llevant UE el 21 d'agost. El seu primer gol va arribar el 10 de setembre en la victòria per 3-1 contra el Reial Betis.
El 30 d'octubre de 2017, Ünal es va incorporar al Llevant UE amb un contracte de cessió d'urgència fins al juny de 2018, amb l'opció de ser repescat al gener. Va marcar en el seu debut contra el Girona FC, el 5 de novembre de 2017, tot i que el partit va acabar amb una derrota per 2-1.
El 26 de desembre de 2017, el Vila-real va exercir l'opció de devolució i Ünal es va reincorporar al club tres dies després. El 19 d'agost següent, es va incorporar al conjunt recentment ascendit Reial Valladolid amb un contracte de préstec d'un any. El juliol de 2019, el seu contracte de cessió es va prorrogar fins al final de la temporada 2019-20.

### Getafe
El 12 d'agost de 2020, el Getafe CF va anunciar el fitxatge d'Ünal des del Vila-real amb contracte per cinc anys.